# Nongqawuse
Nongqawuse (c. 1841 - 1898) foi uma profeta Xosa. As suas profecias levaram ao movimento milenarista que culminou no movimento de matar gado e fome de 1856-57, no que é agora Cabo Oriental, África do Sul.

## Vida inicial
Nongqawuse nasceu em 1841 perto do Rio Gxarha na Xosalândia mas perto da fronteira da recém estabelecida colónia da Kaffraria Britânica no Cabo Oriental. Ela era xosa. Pouco é conhecido sobre os pais de Nongqawuse, pois morreram quando ela era nova. Segundo o historiador Jeffrey B. Peires, Nongqawuse afirmou num depoimento que "Mhlakaza era meu tio... o nome do meu pai Umhlanhla da tribo Kreli. Ele morreu quando eu era nova". Os pais de Nongqawuse morreram durante as campanhas Waterkloof da Oitava Guerra da Fronteira (1850-1853).
Acredita-se que Nongqawuse era bastante consciente e estava ciente das tensões entre xosa e a Colónia do Cabo. Durante este período, os xosa enfrentavam invasões crescente das suas terras tradicionais pelos colonizadores europeus. A orfã Nongqawuse foi criada pelo seu tio Mhlakaza, que era filho de um conselheiro do rei xosa Sarili kaHintsa.
Mhlakaza era um homem religioso, um espiritualista xosa que deixou a Xosalândia depois da morte da sua mãe e passou tempo na Colónia do Cabo, onde se familiarizou com o Cristianismo. Ele voltou à Xosalândia em 1853. Mhlakazi tinha grande influência na vida de Nongqawuse, agindo como intérprete e organizador das suas visões.

## Experiência religiosa
Em abril de 1856, Nongqawuse de 15 anos e a sua amiga Nombanda, que tinha entre 8 e 10 anos, foram assustar os pássaros das plantações do seu tio nos campos perto do mar na foz do Rio Gxarha na região da agora Costa Selvagem na África do Sul. Quando voltou, Nongqawuse disse a Mhlakaza que ela tinha-se encontrado com os espíritos de dois antecessores. Ela alegou que os espíritos lhe tinham dito que o povo Xosa deveria destruir as suas plantações e matar o seu gado, a fonte da sua riqueza e comida. Nongqawuse alegou que os seus antecessores que lhe apareceram disseram:
1. Os mortos vão renascer
2. Todo o gado vivo deveria ser morto, tendo sido criados por mãos contaminadas.
3. A cultivação deve parar.
4. Novo grão teria de ser cavado.
5. Novas casas teriam de ser construídas.
6. Novos cercados de gado teriam de ser erguidos.
7. Novos sacos de leite teriam de ser feitos.
8. As portas teriam de ser entrelaçadas com raízes buka.
9. As pessoas devem abandonar feitiçaria, incesto, e adultério.

De volta, os espíritos iriam varrer todos os colonizadores europeus para o mar. O povo Xosa seriam capazes de reabastecer os granários e encher os kraals com gado mais lindo e saudável.

## Obedecer à profecia
Durante esta época as manadas Xosa estavam infestadas com "doença do pulmão",[carece de fontes?] possivelmente introduzida pelo gado europeu. Mhlakaza não acreditou nela inicialmente mas quando Nongqawuse descreveu um dos homens, Mhlakaza (sendo ele um adivinho) reconheceu a descrição como sendo a do seu falecido irmão, e ficou convencido que ela dizia a verdade. Mhlakaza repetiu a profecia a Sarili. O frenesim de matar o gado não só afetou os Gcaleka, clã de Sarili, mas toda a nação Xosa. Os historiadores estimam que os Gcaleka mataram entre 300,00 e 400,000 cabeças de gado.
Nem todo o povo Xosa acreditou nas profecias de Nongqawuse. Uma minoria, conhecida como amagogotya (mesquinhos), recusaram matar e negligenciar as suas colheitas, e esta recusa foi usada por Nongqawuse para racionalizar o falhanço das profecias sobre um período de quinze meses (abril 1856 - junho de 1857).

## Desfecho
Nongqawuse previu que a promessa dos antecessores iria ser cumprida a 18 de fevereiro de 1857, quando o sol ficasse vermelho. Inicialmente, depois do falhanço da profecia de Nongqawuse, os seus seguidores culparam aqueles que não obedeceram às instruções. Mais tarde viraram-se contra ela. O Chefe Sarili visitou a foz do Rio Gxarha, e falou com Nongqawuse e Mhlakaza. Quando voltou, ele anunciou que o Novo Mundo iria começar em oito dias. No oitavo dia o sol iria nascer, vermelho sangue, e antes de se pôr outra vez, iria haver uma grande tempestade, depois da qual "os mortor iriam renascer". Durante os próximos oito dias a matança de gado chegou ao climax. Estas profecias também falharam em acontecer.[carece de fontes?]
O movimento chegou ao fim no início de 1858. Por essa altura, aproximadamente 40,000 pessoas tinham morrido de fome e mais de 400,000 gado tinha sido morto. A população da Kaffraria Britânica baixou de 105,000 para menos de 27,000 devido à fome resultante. O chefe dos Bomvana deu Nongqawuse ao Major Gawler e ela ficou na sua casa por um período. Um dia, a Sra. Gawler decidiu vesti-la, junto com a profeta Mpongo, Nonkosi, e teve o seu retrato tirado por um fotógrafo. Esta é a imagem largamente circulada de Nongqawuse que a maioria das pessoas conhecem. Depois da sua libertação, ela viveu numa quinta no distrito de Alexandria do Cabo Oriental. Ela morreu em 1898.
Hoje, o vale onde Nongqawuse alegadamente se encontrou com os espíritos ainda se chama Intlambo kaNongqawuse (xosa para "Vale de Nongqawuse").[carece de fontes?]